# نايجل هينتون
نايجل هينتون (بالإنجليزية: Nigel Hinton)‏ (28 سبتمبر 1941، لندن في المملكة المتحدة)؛ روائي بريطاني.

## روابط خارجية
- نايجل هينتون على موقع IMDb (الإنجليزية)
- نايجل هينتون على موقع قاعدة بيانات الفيلم (الإنجليزية)